# Belgica-Guyot
Der Belgica-Guyot ist ein küstenferner Guyot (tafelbergartiger Tiefseeberg) im Südlichen Ozean nördlich der Bellingshausen-See. Er gehört zu den De-Gerlache-Seamounts, deren zweiter prominenter Vertreter, der Lecointe-Guyot, 125 km nordwestlich liegt.
Der Belgica-Guyot liegt etwa 340 km nordöstlich des Dallmann Seamounts, 370 km nördlich der Peter-I.-Insel und 740 km nordnordöstlich von Thurston Island vor der Eights-Küste Westantarktikas. Er ist an seinem Fuß in Nord-Süd-Richtung 90 km lang und in Ost-West-Richtung 60 km breit. Seine steilen Flanken steigen mehr als 4000 Meter bis zu einem 600 km² großen Plateau an, das sich 390 bis 600 m unter dem Meeresspiegel befindet. Dieses Plateau ist 46 km lang und 17 km breit.
Entdeckt wurde der Guyot 1970 auf einer Forschungsfahrt der USNS Eltanin, eines Vermessungsschiffs der United States Navy. 1995 wurde er von der Besatzung des deutschen Forschungsschiffs Polarstern systematisch untersucht. Seine Benennung erfolgte auf Vorschlag von Rick Hagen vom Alfred-Wegener-Institut. Diese wurde im Juli 1997 vom US-amerikanischen Advisory Committee on Undersea Features anerkannt. Namensgeber ist die Belgica, das Schiff der gleichnamigen Antarktisexpedition (1897–1899) des belgischen Polarforschers Adrien de Gerlache de Gomery.